# Eocincticornia australasiae
Eocincticornia australasiae är en tvåvingeart som beskrevs av Ephraim Porter Felt 1915. Eocincticornia australasiae ingår i släktet Eocincticornia och familjen gallmyggor. Inga underarter finns listade i Catalogue of Life.